# Пуличи, Паоло
Паоло Пуличи (итал. Paolo Pulici; 27 апреля 1950, Рончелло) — итальянский футболист, нападающий и тренер

## Клубная карьера
В 1966 году Паоло дебютировал в составе «Леньяно», где провел один сезон, сыграв только в одном матче чемпионата.
Своей игрою за эту команду привлек внимание тренерского штаба «Торино», в состав которого был включен в 1967 году. Провёл в «Торино» следующих 15 сезонов своей карьеры и являлся основным игроком линии атаки клуба. В составе «Торино» был одним из главных бомбардиров, со средней результативностью в чемпионате 0,4 мяча за игру. Во время выступления за «Торино» выиграл Чемпионат и Кубок Италии, а также 3 раза становился лучшим бомбардиром турнира.
На протяжении сезона 1982/83 защищал цвета «Удинезе». Профессиональную карьеру завершил в составе «Фиорентины».

## Карьера в сборной
В период с 1969 по 1972 вызывался в состав молодёжной сборной Италии по футболу. На молодёжном уровне сыграл в 7 официальных встречах, забил 4 мяча.
В 1973 году впервые вышел на поле в официальных матчах сборной Италии. На протяжении всей карьеры в сборной провел 19 матчей, забил 5 мячей. В составе сборной был участником чемпионата мира по футболу 1974 в Германии и чемпионата мира по футболу 1978 в Аргентине.

## Тренерская карьера
Начал тренерскую карьеру практически сразу после завершения карьеры игрока, войдя в тренерский штаб «Пьяченцы».
Последним местом работы был клуб «Тритьюм», в структуре которого Пуличи занимался работой с молодёжью.